# Guerra dos Deuses (DC Comics)
A Guerra dos deuses (War of the Gods no original) foi uma saga escrita por George Pérez e publicada em quadrinhos/banda desenhada originalmente no ano de 1991 pela DC Comics.

## História
A saga é um crossover, com vinte e cinco capítulos e quatro fases, que envolveram diversos títulos da editora (de Hawk and Dove - Rapina e Columba - a L.E.G.I.O.N.'91, de Captain Atom - Capitão Átomo - a Hawkworld, de Starman a Justice League Europe).
Na época comemorava-se o cinquentenário da Mulher-Maravilha, o que levou a editora a criar uma série de história na qual a princesa amazona desempenharia um papel central.
A feiticeira Circe, maior inimiga da Mulher-Maravilha, leva os deuses de vários panteões a lutar uns contra os outros. Seu objetivo: libertar a deusa Hécate e destruir os deuses gregos.
Desta forma, estes deuses se enfrentam, mobilizando seus fiéis heróis, como Mulher-Maravilha (deuses gregos), Capitão Marvel (gregos, romanos), a heroína Gelo, da LJA (deuses nórdicos), Nuclear (deuses africanos).
Em 1991 (ou 1993, no Brasil) a Liga da Justiça estava enfrentando o processo de fim, na saga conhecida como Fim da Liga; Will Payton era Starman; Katar Hol e Shayera Thal eram dois policiais thanagarianos em Chicago, conhecidos como Gavião Negro e Mulher-Gavião; Inza Nelson era a Senhora Destino; a galáxia era policiada pela L.E.G.I.Ã.O., comandada por Vril Dox; Hank Hall e Dawn Granger eram a dupla Rapina e Columba, e os Novos Titãs estavam sendo vítimas da sociedade Gnu.
É neste cenário que a feiticeira Circe, maior inimiga da Princesa Diana, concebe um plano engenhoso: jogar, uns contra os outros, deuses gregos e romanos, de modo a destruir o Olimpo, o que a possibilitaria libertar sua mentora Hécate e destruir a Terra.

## Fase I - "A Teia de Fogo do Inferno" (Hellfire's Web)
Nas selvas da América do Sul, uma discussão ocorre entre as amazonas de Bana-Mighdal e a vilã Circe, que se prepara para atacar, com a ajuda de Konrad Kaslak, curador do Museu Edwards de Chicago. No Pólo, Fobos, o semideus do medo, sente o poder da feiticeira percorrendo o planeta.. Na América, os orixás africanos convocam Ron Raymond a se transformar novamente em Nuclear, o avatar do fogo.
No Aerópago, lar de Ares, o deus grego da guerra, Harmonia, sua filha, confronta Éris, a Discórdia (sua irmã), que também está participando do plano de Circe. Enquanto isso, em Themyscira, as amazonas estão se preparando para ir à guerra contra o mundo do patriarcado, para vingar a morte de irmãs e o desaparecimento da rainha Hipólita. Subitamente, as guerreiras são surpreendidas por Hermes e Héracles, que levam a Mulher-Maravilha para o Olimpo, onde a deusa Atena revela que o Olimpo está em perigo. Zeus está em coma, sendo observado pelo Pariah (o mesmo de Crise nas Infinitas Terras), quando Troia surge gritando nos céus do Olimpo.
A caminho do Olimpo, para se encontrar com os deuses, Harmonia é vítima de uma emboscada no rio Estige (o rio que corta o inferno grego), tendo como testemunha, Klarion, o menino feiticeiro e seu gato Teekl. Em São Francisco, Zatanna sente que há algo errado com o planeta, enquanto que nos céus do Colorado Starman sente que algo está afetando seus poderes.
De volta ao QG de Circe, esta inicia o ritual para conjurar os deuses. Enquanto isso, Harmonia desperta nas margens do Estige. Ela foi salva por John Mann, o Filho de Vulcano, que começa a explicar as diferenças entre os panteões grego e romano. No Olimpo, os deuses gregos se confrontam com suas contrapartes romanas (Hades com Plutão, Ceres com Deméter, Ares com Marte, Posidão com Netuno, etc.). Enquanto os deuses gregos contam com a Mulher-Maravilha como sua campeã, os deuses romanos contam com um rapaz… Billy Batson, que saúda sua oponente com uma só palavra… "Shazam!". O combate se inicia, para êxtase de Circe, cuja conjuração libera raios de energia que envolvem todo o planeta, como uma teia infernal.
Na América, o Capitão Átomo é afetado por uma das misteriosas rajadas. Outras atingem o Egito, a Índia, a Noruega e a Markóvia… que é destruída por terremotos provocados por um pesadelo do príncipe Brion Markov, o Geoforça. Em Salem, a torre do Destino é afetada, fazendo Inza Nelson, a Senhora Destino se calar de medo. Uma outra rajada atinge a cidade de Chicago, despertando os deuses thanagarianos. Metrópolis e Nova Iorque são afetadas por tempestades.
No Olimpo, o confronto entre os deuses atinge seu clímax. A Mulher-Maravilha e o Capitão Marvel estão prestes a se destruir, quando são atingidos por um relâmpago e desaparecem… o responsável: o Filho de Vulcano, que chega no Olimpo a tempo. Em Apokolips, Darkseid e DeSaad testemunham os fenômenos que ocorrem na Terra. E no espaço, o Telepata da L.E.G.I.Ã.O. também sente que algo está errado, quando é interrompido em seus devaneios por Lobo.
Em outro lugar, os teleportados Capitão Marvel e Mulher-Maravilha testemunham o confronto entre Hermes e Mercúrio, que como um dos deuses de Capitão Marvel, comanda o herói para que este destrua o deus grego. Para impedi-lo, a Mulher-Maravilha laça o herói com seu Laço dourado. O laço mostra imagens dos deuses que formam o poder de Shazam, e a explosão de energia resultante desloca os dois heróis no espaço…
Nas profundezas do Atlântico, Aquaman é contatado pelas nereidas, a mando de Posidão, que informam o herói de um perigo que ameaça toda a Atlântida. Perigo este que é sentido pela heroína atlante Poderosa, na sede da Liga da Justiça. Em Washington, a vilã Anil reza aos deuses astecas, enquanto no Pólo Sul, a equipe do explorador Cave Carson testemunha o aparecimento do Pariah, que grita ao testemunhar o terremoto que liberta o deus-serpente Quetzalcoatl.
Enquanto Diana retorna para a Terra, preocupada com o desaparecimento de sua mãe, a Rainha Hipólita, e de sua mentora Julia Kapatelis, Steve Trevor está sendo julgado, acusado de traição, ao colaborar com amazonas que, supostamente, cometeram atos terroristas (na verdade, cometidos pelas amazonas de Bana-Mighdal). Tremores sacodem Themyscira, e, ao investigar, Héracles descobre que o gigante Atlas é responsável por eles. Mas não o Atlas que ele conhece, e sim sua contra parte romana.
O Superman enfrenta o deus asteca Quetzalcoatl, que foi despertado por Fobos, o deus do Medo, filho do deus grego Ares, o senhor da guerra. Enquanto isso, nos céus de Chicago, o Gavião Negro enfrenta a Mulher-Gavião, que foi possuída pela deusa thanagariana Mar Rhigan, e os demais deuses thanagarianos, que possuíram outras pessoas (tudo parte do plano de Circe, auxiliado por Konrad Kaslak, para roubar um antigo artefato místico thanagariano).
Enquanto Lady Fantasma II e Starman enfrentam o guerreiro Aquiles, o Capitão Marvel (que havia sido teleportado e caído em um bar em um planeta sem nome… em cima da caneca de bebida de Lobo, que decide revidar, mas o herói desaparece novamente. Na Terra, Diana resolve procurar a Senhora Destino, e as duas acabam enfrentando o deus egípcio Thoth, ao mesmo tempo em que The Flash tem que confrontar os deuses Hermes (grego) e Mercúrio (romano), que querem roubar a velocidade dos corredores terrestres.
Em Gotham City, Batman, Robin, e Diana se encontram, observados pelo tenente Ed Indelicato, enquanto que, na Aeronáutica, o julgamento de Steve Trevor prossegue. Enquanto isso, Themyscira corre o risco de ser destruída, se Héracles sucumbir ao peso da ilha.
De volta ao QG de Circe, Mikos, o capanga da vilã, entra em contato com o Doutor Psicótico (um antigo inimigo da Mulher-Maravilha); ao mesmo tempo, a amazona Pythia enfrenta as amazonas de Bana-Mighdal e Konrad Kaslak, para resgatar Julia Kapatelis (que está mantida prisioneira da feiticeira).
A Cisne de Prata encontra-se com Diana, oferecendo sua ajuda, enquanto em Boston, guardas destacados para vigiar a casa de Julia Kapatelis são mortos por uma fera… a Mulher-Leopardo, que se prepara para atacar Vanessa Kapatelis. Em Nova York, outros deuses egípcios aparecem: Osíris, Ísis, Anúbis e Seti.

## Fase II - As Guerras Sagradas (The Holy Wars)
No Olimpo, Hércules e o Filho de Vulcano lutam; o mesmo ocorre com Zeus e Júpiter, e os demais deuses. Em Themyscira, raios atingem a ilha, que só ainda não afundou porque Héracles continua segurando-a.
Em Keystone, já refeito da disputa com os deuses, Flash confronta Hermes, que esclarece que somente o poder de Donna Troy poderá ajudar a acabar com a Guerra dos Deuses. Enquanto isso, nos céus de Chicago, os Gaviões ponderam quem será o responsável por todos aqueles eventos… particularmente, a Mulher-Gavião está pronta para colocar suas mãos em Diana.
No Egito, Kent Nelson e seus ajudantes são confrontados pelos deuses egípcios; enquanto que em Pittsburgh, na Pensilvânia, Águia Flamejante encontra-se com o renascido Nuclear. Os dois partem para a África, como orientado anteriormente pelos Orixás. Em Atlântida, o perigo alertado pelas nereidas a Aquaman finalmente surge: são os deuses babilônicos Kingu e Tiamat.
No Pólo Sul, o Super-Homem está investigando de onde surgiu o deus-serpente por ele enfrentado, quando ele encontra o Pária. Fobos, que a tudo assiste, influencia o herói para que este ache que Pária foi o responsável pela destruição de Krypton. Enquanto o Super-Homem agride o indefeso Pária, Fobos assiste a tudo, até ser confrontado por Starman.
Em Gotham City, Batman, Robin e Diana estão em busca de um cálice themysciriano que pode ajudar a localizar a rainha Hipólita (ainda desaparecida) e libertar as amazonas. De volta ao Olimpo, o Filho de Vulcano começa a preparar sua estratégia. Hércules é atingido por um relâmpago e desaparece. Na Terra, ressurge o Adão Negro.
Em Ogaden, na África, Nuclear e Águia Flamejante confrontam Xangô, o orixá africano da tempestade e do fogo. No norte da Noruega, Gelo testemunha que toda sua vila foi transformada em árvore. Ela e Fogo enfrentam o deus nórdico Thor, que é auxiliado por Loki e Balder. Loki deseja convocar Surtur, o demônio do fogo, mas este está preso no limbo, enfrentando eternamente a Sociedade da Justiça da América.
De volta à Antártica, Starman e Fobos estão em combate. O deus do medo faz com que Starman grite de pavor, quando percebe seu maior medo… perder sua humanidade, sua família, amigos e sua própria identidade. Enquanto isso, no Aerópago, Ares é confrontado por sua filha Éris e por sua contraparte romana, Marte.
No oceano Atlântico, Poderosa surge para ajudar Aquaman a enfrentar os deuses babilônicos. E em Salem, estão reunidos O Espectro, Zatanna, Madame Xanadu, o Vingador Fantasma e a Senhora Destino. Todos aguardam a chegada da Mulher-Maravilha, que traz consigo Geoforça. O objetivo dos feiticeiros é neutralizar a influência de Circe no planeta (conseguida através da "teia de energia", por ela lançada) Circe sente que algo está afetando o seu feitiço. O confronto de ambos os feitiços começa a afetar violentamente toda a Terra.
No Olimpo, após o desaparecimento do romano Hércules, agora é a vez de Zeus, que também é atingido por um raio do Filho de Vulcano. A essência do deus grego é transportada diretamente para o robô Ouro, líder dos Homens Metálicos.
Na Antártica, o Super-Homem, livre da influência de Fobos, ajuda Starman a derrotar o deus do medo, provocando um intenso terremoto, sentido até no Atlântico, onde o deus Kingu sente que foi enganado por alguém para entrar na guerra. E enquanto Ares e Marte continuam a combater no Aerópago, o Filho de Vulcano parte do Olimpo, deixando a prisioneira Tróia.
Nas terras ao norte da Noruega, membros da Liga da Justiça (Ajax, Besouro Azul, Soviete Supremo, Lanterna Verde -Guy Gardner-, The Flash, Metamorfo) ainda se recuperando da aparente "morte" do Capitão Átomo - desaparecido ao final dos eventos de Armagedon 2001), encontram e enfrentam os deuses nórdicos Thor, Loki e Balder, que haviam derrotado anteriormente Fogo e Gelo (obs.: este capítulo da Guerra foi publicado no Brasil, durante o Fim da Liga).
Graças ao "contra-feitiço", tudo aparentemente volta ao normal. No Atlântico, Poderosa e Aquaman se perguntam o que vai acontecer depois. Na África, Nuclear e Águia Flamejante percebem que o orixá Xangô desapareceu, quando a Cisne de Prata chega para ajudá-los. E, em Washington, Columba se pergunta o que aconteceu com seu parceiro Rapina.
Enquanto os feiticeiros, Diana e Geo-força se recuperam, Nuclear, Águia Flamejante e Cisne de Prata partem para o Instituto de Estudos Meta-Humanos, lar do Esquadrão Suicida. Lá, Adão Negro prepara-se para confrontar a equipe.
De volta à Gotham, Batman e Robin, ainda em busca do cálice themyscirano, enfrentam o gangster Maxie Zeus, bem como os bestiamorfos de Circe. E Diana, ainda procurada pela polícia por conta dos ataques das amazonas, é confrontada por Gavião Negro e pela Mulher-Gavião. A heroína decide ajudar Diana, após ouvir os dois lados do conflito. O Homem-Animal é convocado pela Senhora Destino e pelo Vingador Fantasma, para auxiliar na luta contra Circe. E a guerra prossegue…
Na floresta amazônica, onde se localiza a torre de Circe, a feiticeira destrói seu servo Mikos, que falhou ao deter a fuga de Julia Kapatelis, e seus servos capturam Pamela Isley, a Hera Venenosa, que estava espionando o local. Em Gotham, Batman se encontra com a Mulher-Maravilha (disfarçada de thanagariana). Esta retorna a Bana-Mighdal, onde encontra Lobo (que estava em busca do Capitão Marvel) e a nova Shimtar. No confronto que se segue, Diana descobre que a nova Shimtar é a desaparecida rainha Hipólita.
Em Pittsburgh, no Instituto para Estudos Meta Humanos, o Esquadrão Suicida é confrontado pelo Adão Negro, que os contrata para atacar, junto com ele, a fortaleza de Circe. Presentes ao ataque estão o Capitão Bumerangue, Pistoleiro, Águia Flamejante, Major Vitória, Maser, Cisne de Prata, Conde Vertigo, Sombra da Noite e o Tigre de Bronze, entre outros. O ataque é um sucesso e a fortaleza é destruída, não sem algumas baixas, e, ao final do confronto, surge, no céu, a figura do Pária.